# 三浦権兵衛
三浦 権兵衛（みうら ごんべえ、1855年7月14日（安政2年6月1日） - 1935年（昭和10年）9月19日）は、日本の政治家。衆議院議員（1期）。

## 経歴
秋田県出身。船舶運送業を営み、能代港町(現・能代市)議、山本郡議、同参事会員、同議長、秋田県議、同参事会員、同議長となる。
1922年の秋田3区の衆議院補欠選挙において立憲政友会公認で立候補して当選した。衆議院議員を1期務め、1924年の第15回衆議院議員総選挙には立候補しなかった。1935年に死去した。